# Ansa sentinella
L'ansa sentinella è un segno radiologico visualizzabile su una radiografia dell'addome che indica un breve segmento di intestino che si paralizza (diviene perciò adinamico), e si trova a giacere in prossimità di un processo infiammatorio di un organo intra-addominale.

## Significato
Il segno radiologico è un importante indice di fase precoce di un ileo paralitico. Sostanzialmente l'ansa sentinella è un breve tratto ricurvo di intestino che cessa di contrarsi (ileo adinamico) e che sulla radiografia addominale si evidenzia come un'ansa di intestino disteso, con o senza livello idro-aereo, che tende a rimanere nella stessa posizione anche eseguendo delle radiografie seriate. L'ansa sentinella rappresenta il tentativo dell'organismo di delimitare un trauma o un processo infiammatorio. Un'ansa sentinella perciò dovrebbe sempre allertare il medico clinico circa la possibilità che nell'addome vi sia in atto un rilevante processo infiammatorio in adiacenza dell'ansa stessa. Questo segno si instaura quindi con un meccanismo morboso che riconosce una natura molto simile a quella di un altro segno radiologico ampiamente diffuso nella letteratura medica, ovvero il segno della chiusura del colon.

## Disturbi associati
Probabilmente il disturbo addominale che con maggiore frequenza si associa al segno dell'ansa sentinella è la pancreatite acuta. In questa patologia è frequente osservare la distensione di un'ansa intestinale (solitamente del tratto del digiuno), in regione mesogastrica. Tuttavia l'ansa sentinella non è affatto patognomonica di pancreatite acuta. 
Un'ansa sentinella nei quadranti addominali superiori a destra può stare ad indicare la presenza di colecistite acuta, pielonefrite e talvolta epatite acuta. Se nelle radiografie è visualizzabile nei quadranti addominali superiori di sinistra è necessario sospettare una lesione traumatica della milza, oppure ancora una pielonefrite del rene di sinistra, o infine una pancreatite. 
Infine il riscontro del segno nei quadranti addominali inferiori deve far pensare alla possibilità di una appendicite acuta, diverticolite, cistite, salpingite e talvolta anche alla malattia di Crohn o all'ischemia mesenterica acuta.